# 四方街 (丽江)

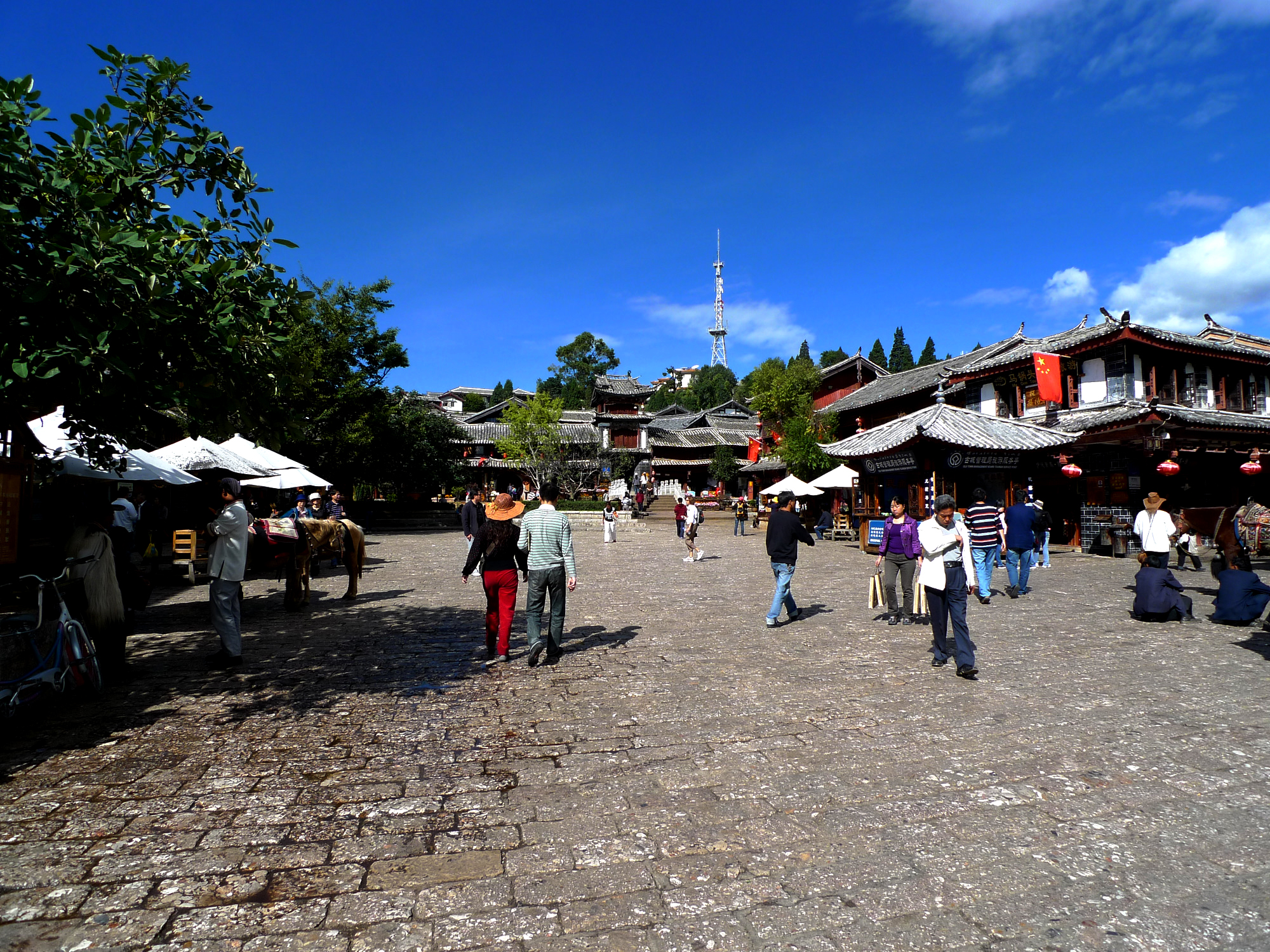

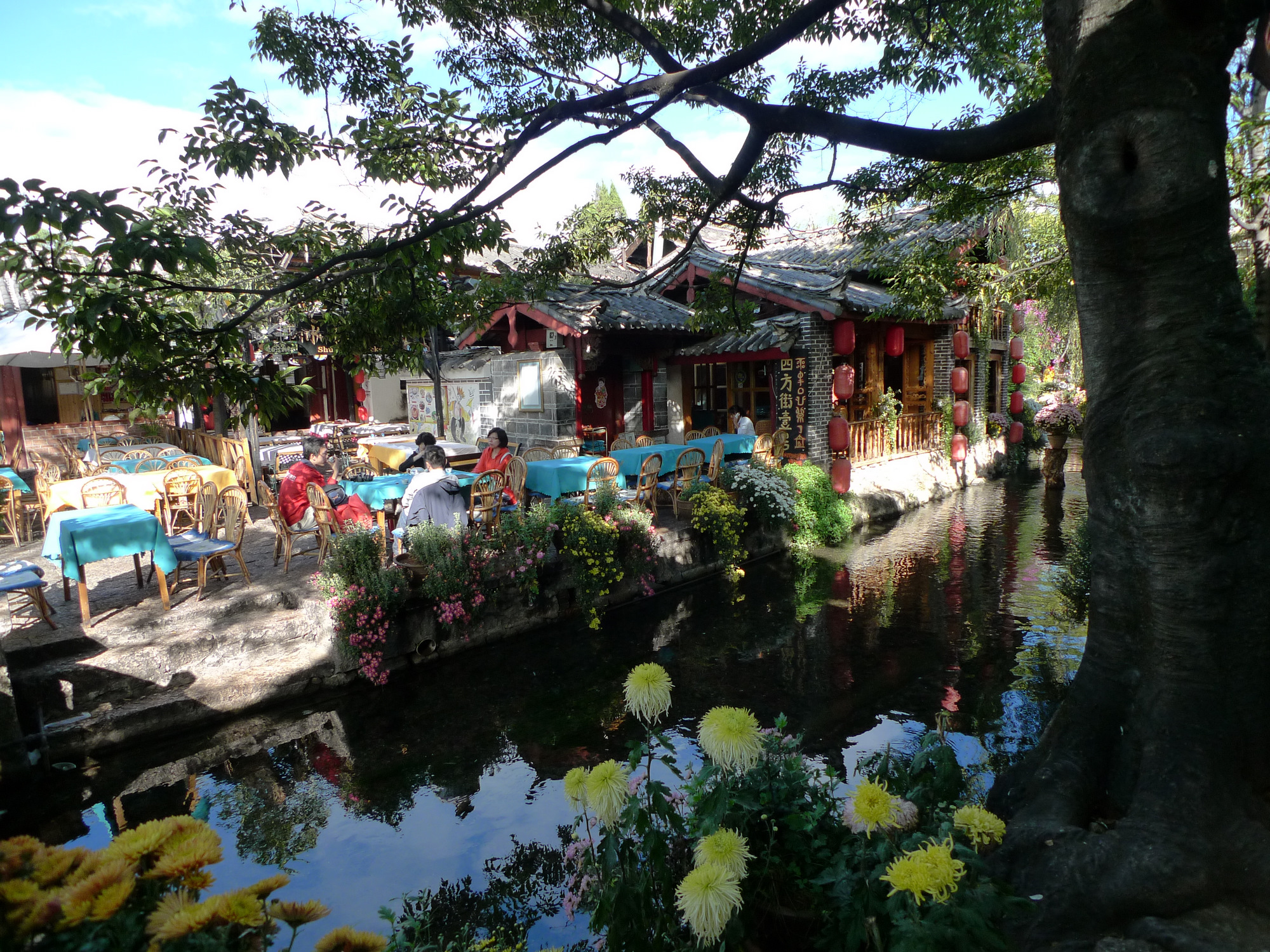
四方街一号

四方街是中国云南省丽江古城的中心广场,呈梯形，占地约6亩。以此为中心,向四周辐射出丽江的四条主街，即东南侧的七一街、东侧的五一街、以及北侧两岸的新华街和东大街，又从主街岔出众多街巷。
四方街是古老的茶马古道互市的中心，现在周围仍是古城中最繁华的地方，店铺、客栈、酒吧林立，均为砖木结构的传统建筑。